# 흑산 김이수 생가
흑산 김이수 생가는 전라남도 신안군 흑산면에 있다. 2009년 12월 16일 신안군의 향토유적 제35호로 지정되었다.

## 개요
김이수는 1700년대 중,후반 지금의 흑산면 대둔도에 살면서 흑산도를 비롯한 인근 섬사람들을 위한 민권운동의 선구자로 살아온 인물이다.